# European Network on Debt and Development
Das 1990 initiierte eurodad (von engl.:European Network on Debt and Development. Etwa: Europäisches Netzwerk zu Schulden und Entwicklung) ist ein Netzwerk von 56 Nichtregierungsorganisationen, das sich schwerpunktmäßig mit Themen der Staatsverschuldung der Entwicklungsländer und den praktischen Folgen für eine Gestaltung finanzieller Entwicklungszusammenarbeit befasst. Insbesondere werden Fragestellungen des Schuldenerlass', darunter die Charakterisierung von Schulden in „nachhaltige“ und „nicht-nachhaltige“ Schulden, die Schulden bei nichtstaatlichen und nichtprivaten Institutionen wie dem IWF, den Entwicklungsbanken oder der Weltbank, „illegitime Schulden“ sowie das Knüpfen von politischen Bedingungen an Entschuldungsprogramme wie zum Beispiel die HIPC- oder die MDRI-Initiativen, der Wirksamkeit der Entwicklungszusammenarbeit und strukturellen Aspekten der Architektur von Finanz- und „Hilfs“-Institutionen behandelt.